# Paringspotlood
Een paringspotlood is een dik, aan twee uiteinden geslepen tweekleurig potlood dat door een timmerman gebruikt wordt tijdens het uitmeten, merken en het paren van werkstukken. Bij het werken met grote hoeveelheden gezaagde onderdelen is het van belang goed bij te houden wat op maat gezaagd is, welke delen bij elkaar horen en wat afval is.
Rood wordt gebruikt om het afval aan te duiden, blauw voor het paren van werkstukken.

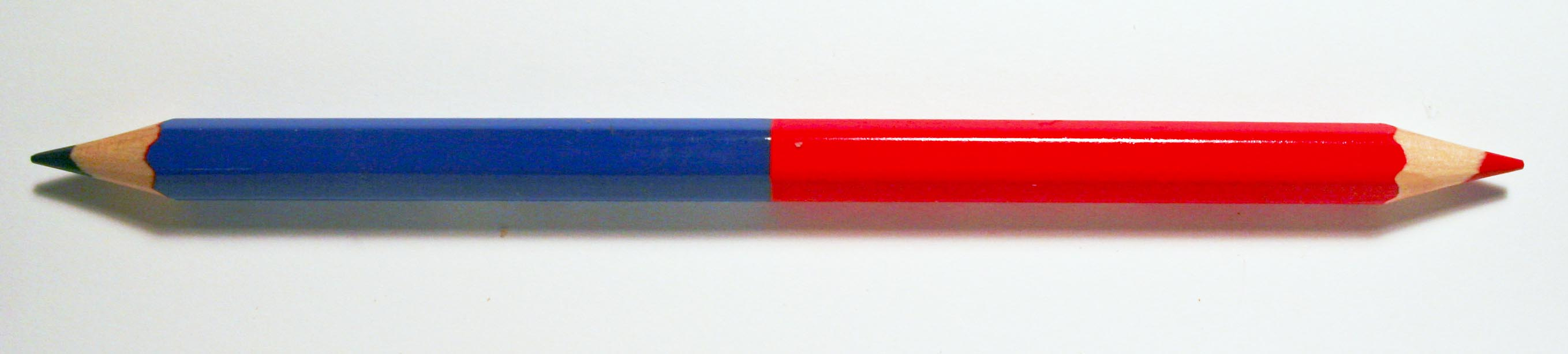